# 鴉洲
鴉洲（英語：A Chau）是香港的一個島嶼，位於鹿頸路對開的沙頭角海內，臨近鹿頸和南涌，地區行政上屬於北區。此島屬於香港邊境禁區範圍以內，沒有居民居住，但在數百隻白鷺長期棲居。